# Plica semilunaris coli
Als Plicae semilunares coli (Einzahl: Plica semilunaris coli) bezeichnet man halbmondförmige Querfalten der Dickdarmwand, die in das Lumen des Dickdarms hineinragen. Sie bilden zusammen mit den Tänien die Ausbuchtungen (Haustren) des Dickdarms, die ihm ein segmentiertes Aussehen verleihen. 

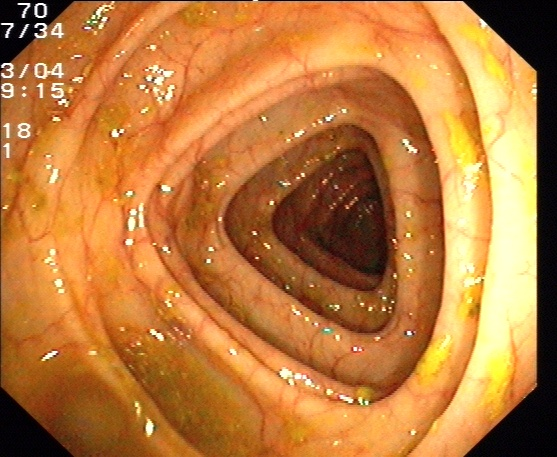
Normalbefund des Colon transversum. Gut zu erkennen sind die multiplen Schleimhautfalten